# York (Caroline du Sud)
Pour les articles homonymes, voir York (homonymie).
La ville de York est le siège du comté de York, situé dans l’État de Caroline du Sud, aux États-Unis. Sa population s’élevait à 7 736 habitants lors du recensement de 2010, estimée à 8 058 habitants en 2016.

## Démographie
| 1860  | 1880  | 1890  | 1900  | 1910  | 1920  |
| ----- | ----- | ----- | ----- | ----- | ----- |
| 1 360 | 1 330 | 1 553 | 2 012 | 2 326 | 2 731 |

| 1930  | 1940  | 1950  | 1960  | 1970  | 1980  |
| ----- | ----- | ----- | ----- | ----- | ----- |
| 2 827 | 3 495 | 4 181 | 4 758 | 5 081 | 6 412 |

| 1990  | 2000  | 2010  | - | - | - |
| ----- | ----- | ----- | - | - | - |
| 6 709 | 6 985 | 7 736 | - | - | - |

## Source
- (en) Cet article est partiellement ou en totalité issu de l’article de Wikipédia en anglais intitulé « York, South Carolina » (voir la liste des auteurs).